# Ternopil (tỉnh)

Vị trí tỉnh Ternopil trong Ukraine.

Tỉnh Ternopil (tiếng Ukraina: область) là một tỉnh của Ukraina. 
Tỉnh lỵ là thành phố Ternopil. Ngoài ra còn có 14 huyện (rayon). Tỉnh có diện tích 13.823 km2, dân số vào năm 2021 là 1.030.562 người. 